# Чапаевка (Крым)
Чапа́евка  (до 1945 года Черке́з-Тоба́й; укр. Чапаєвка, крымскотат. Çerkez Tobay, Черкез Тобай) — село в Советском районе Республики Крым, центр Чапаевского сельского поселения (согласно административно-территориальному делению Украины — Чапаевского сельского совета Автономной Республики Крым).

## Население
| 2001 | 2014 |
| ---- | ---- |
| 1326 | ↘930 |

Всеукраинская перепись 2001 года показала следующее распределение по носителям языка
| Язык             | Процент |
| ---------------- | ------- |
| русский          | 73.38   |
| крымскотатарский | 13.27   |
| украинский       | 10.94   |
| другие           | 46      |

### Динамика численности
| - 1805 год — 183 чел. - 1864 год — 89 чел. - 1889 год — 265 чел. - 1892 год — 119 чел. - 1900 год — 294 чел. - 1915 год — 64/5 чел. - 1926 год — 228 чел. | - 1939 год — 282 чел. - 1974 год — 1357 чел. - 1989 год — 1058 чел. - 2001 год — 1326 чел. - 2009 год — 1180 чел. - 2014 год — 930 чел. |

## Современное состояние
На 2017 год в Чапаевке числится 12 улиц и 3 переулка; на 2009 год, по данным сельсовета, село занимало площадь 37,8 гектара на которой, в 383 дворах, проживало 1180 человек. В селе действуют Чапаевский агротехнологический техникум, средняя школа, детский сад «Орешек», сельский дом культуры, отделение почты России, библиотека-филиал № 21, амбулатория общей практики семейной медицины, храм мученика Иоанна Воина. Чапаевка связана автобусным сообщением с райцентром и соседними населёнными пунктами.

## География
Чапаевка — село в центре района, в степном Крыму, высота центра села над уровнем моря — 35 м. Ближайшие сёла — Хлебное и Новый Мир в 1,3 км на юго-запад, Коломенское в 1,5 км на северо-восток и Николаевка в 2,5 км на юго-восток. Райцентр Советский — примерно в 10 километрах (по шоссе), там же ближайшая железнодорожная станция — Краснофлотская (на линии Джанкой — Феодосия). Транспортное сообщение осуществляется по региональной автодороге 35Н-581 Советский — Пруды — Зыбины (по украинской классификации — С-0-11424).

## История
Первое документальное упоминание села встречается в Камеральном Описании Крыма… 1784 года, судя по которому, в последний период Крымского ханства Черкес Тотай входил в Ширинский кадылык Кефинскаго каймаканства. После присоединения Крыма к России (8) 19 апреля 1783 года, (8) 19 февраля 1784 года, именным указом Екатерины II сенату, на территории бывшего Крымского Ханства была образована Таврическая область и деревня была приписана к Левкопольскому, а после ликвидации в 1787 году Левкопольского — к Феодосийскому уезду Таврической области. После Павловских реформ, с 1796 по 1802 год, входила в Акмечетский уезд Новороссийской губернии. По новому административному делению, после создания 8 (20) октября 1802 года Таврической губернии, Черкез-Тобай был включён в состав Байрачской волости Феодосийского уезда.
По Ведомости о числе селении, названиях оных, в них дворов… состоящих в Феодосийском уезде от 14 октября 1805 года , в деревне Черкез-Тобай числилось 25 дворов и 183 жителя крымских татар. На военно-топографической карте генерал-майора Мухина 1817 года деревня Черкес тобай обозначена с 30 дворами. После реформы волостного деления 1829 года Черкез Тобай, согласно «Ведомости о казённых волостях Таврической губернии 1829 года», отнесли к Учкуйской волости (переименованной из Байрачской). На карте 1836 года в деревне 26 дворов, как и на карте 1842 года.
В 1860-х годах, после земской реформы Александра II, деревню приписали к Шейих-Монахской волости. Согласно «Списку населённых мест Таврической губернии по сведениям 1864 года», составленному по результатам VIII ревизии 1864 года, Черкез-Тобай — владельческая татарская деревня с 20 дворами, 89 жителями и мечетью при колодцах. По обследованиям профессора А. Н. Козловского начала 1860-х годов, в селении были колодцы с пресной водой глубиною не более 1,5 саженей (3 м). На трёхверстовой карте Шуберта 1865—1876 года деревня Черкез-Тобай обозначена с 25 дворами. По «Памятной книге Таврической губернии 1889 года», по результатам Х ревизии 1887 года, в деревне Черкез-Тобай числилось 49 дворов и 265 жителей. По «…Памятной книжке Таврической губернии на 1892 год» в безземельной деревне Черкез-Тобай, не входившей ни в одно сельское общество, было 119 жителей, у которых домохозяйств не числилось.
После земской реформы 1890-х годов деревню приписали к Андреевской волости. По «…Памятной книжке Таврической губернии на 1900 год» в деревне Черкез-Тобай, входившей в Семенское сельское общество, числилось 294 жителя в 44 дворах. По Статистическому справочнику Таврической губернии. Ч.II-я. Статистический очерк, выпуск пятый Феодосийский уезд, 1915 год, в селе Черкез-Тоба (вакуф) Андреевской волости Феодосийского уезда числилось 12 дворов (все дворы безземельные) с татарским населением в количестве 64 человек приписных жителей и 5 — «посторонних», из которых 35 мужчин и 29 женщин. Жители землёй не владели, в хозяйствах имелось 24 лошади, 12 волов и 10 коров.
После установления в Крыму Советской власти, по постановлению Крымревкома № 206 «Об изменении административных границ» от 8 января 1921 года была упразднена волостная система и село вошло в состав Ичкинского района Феодосийского уезда, а в 1922 году уезды получили название округов. 11 октября 1923 года, согласно постановлению ВЦИК, в административное деление Крымской АССР были внесены изменения, в результате которых округа были отменены, Ичкинский район упразднили, включив в состав Феодосийского в состав которого включили и село. Согласно Списку населённых пунктов Крымской АССР по Всесоюзной переписи 17 декабря 1926 года, в селе Черкез-Тобай (татарский), Ичкинского сельсовета Феодосийского района, числилось 33 двора, из них 32 крестьянских, население составляло 136 человек, из них 100 татар, 21 болгарин, 8 русских, 5 армян, 2 украинца, действовала татарская школа I ступени (пятилетка). В детской колонии того же названия было 17 дворов и 92 жителя (70 русских, 4 украинца, 2 татарина, 2 немца, по 1 армянину и еврею, 3 записаны в графе «прочие». В 1929 году в село образован совхоз «Феодосийский». Постановлением ВЦИК «О реорганизации сети районов Крымской АССР» от 30 октября 1930 года Феодосийский район был упразднён и был создан Сейтлерский район (по другим сведениям 15 сентября 1931 года), в который включили село, а с образованием в 1935 году Ичкинского — в состав нового района. Видимо, в ходе той же реорганизации, был образован Черкез-Тобайский сельсовет (в коем состоянии село пребывает всю дальнейшую историю), поскольку на 1940 год он уже существовал. По данным всесоюзной переписи населения 1939 года в селе проживало 282 человека.

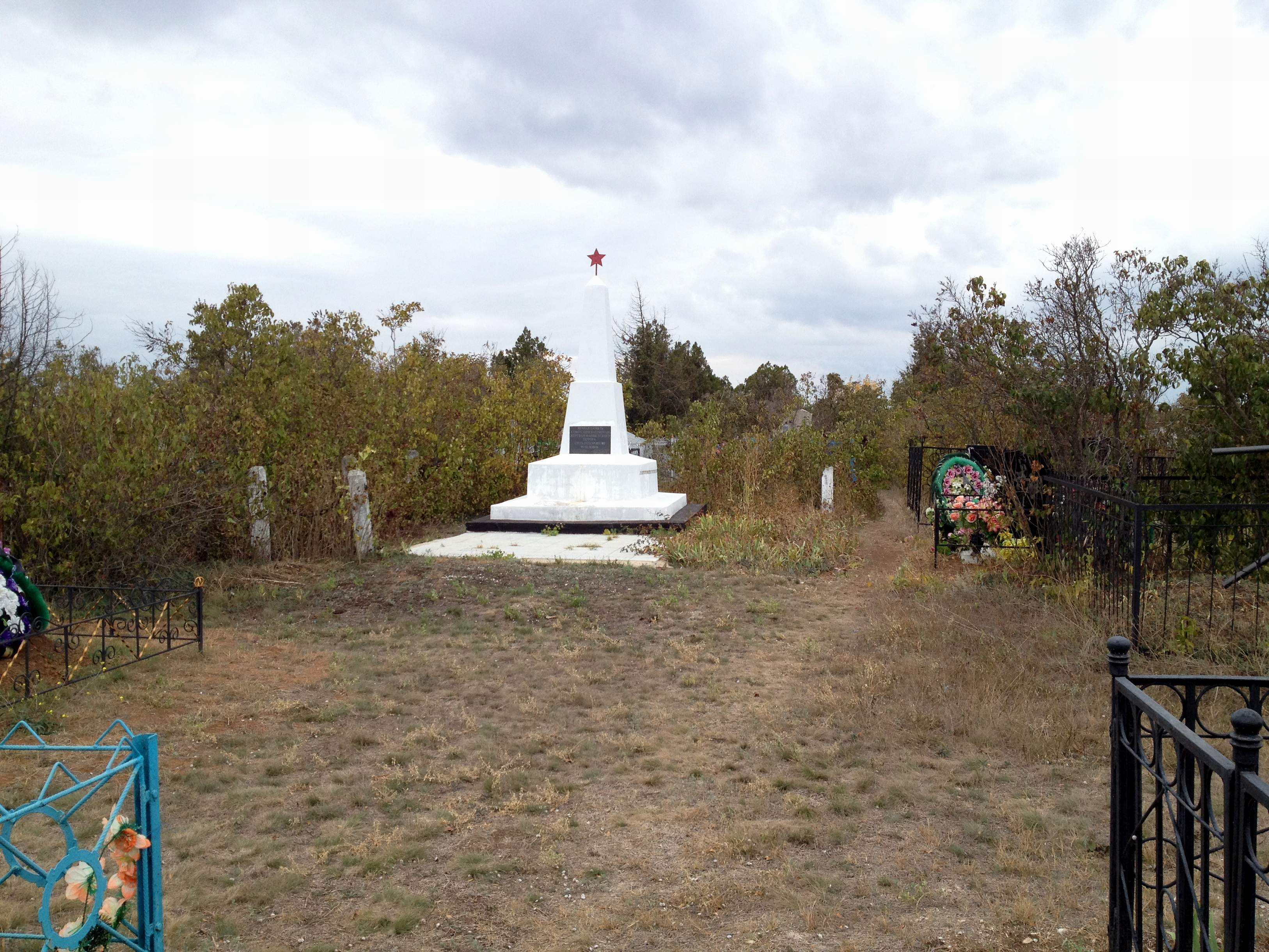
Братская могила.
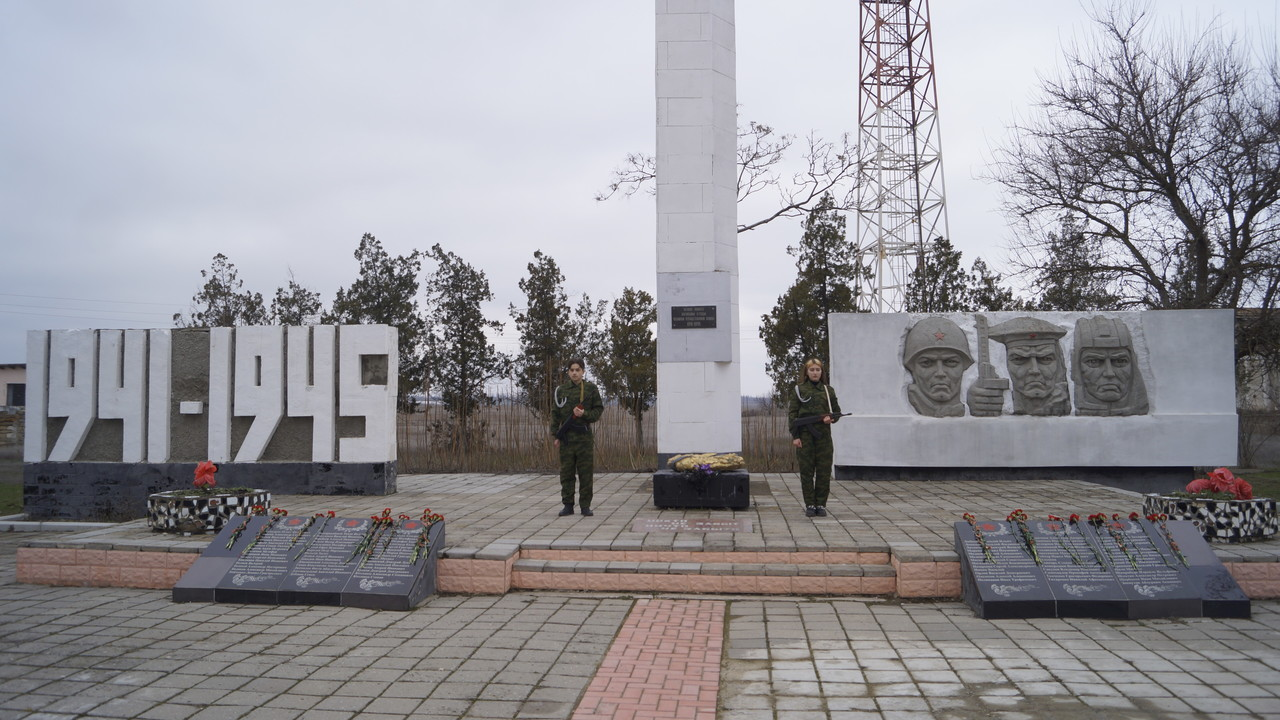
Памятный знак в честь воинов-односельчан.
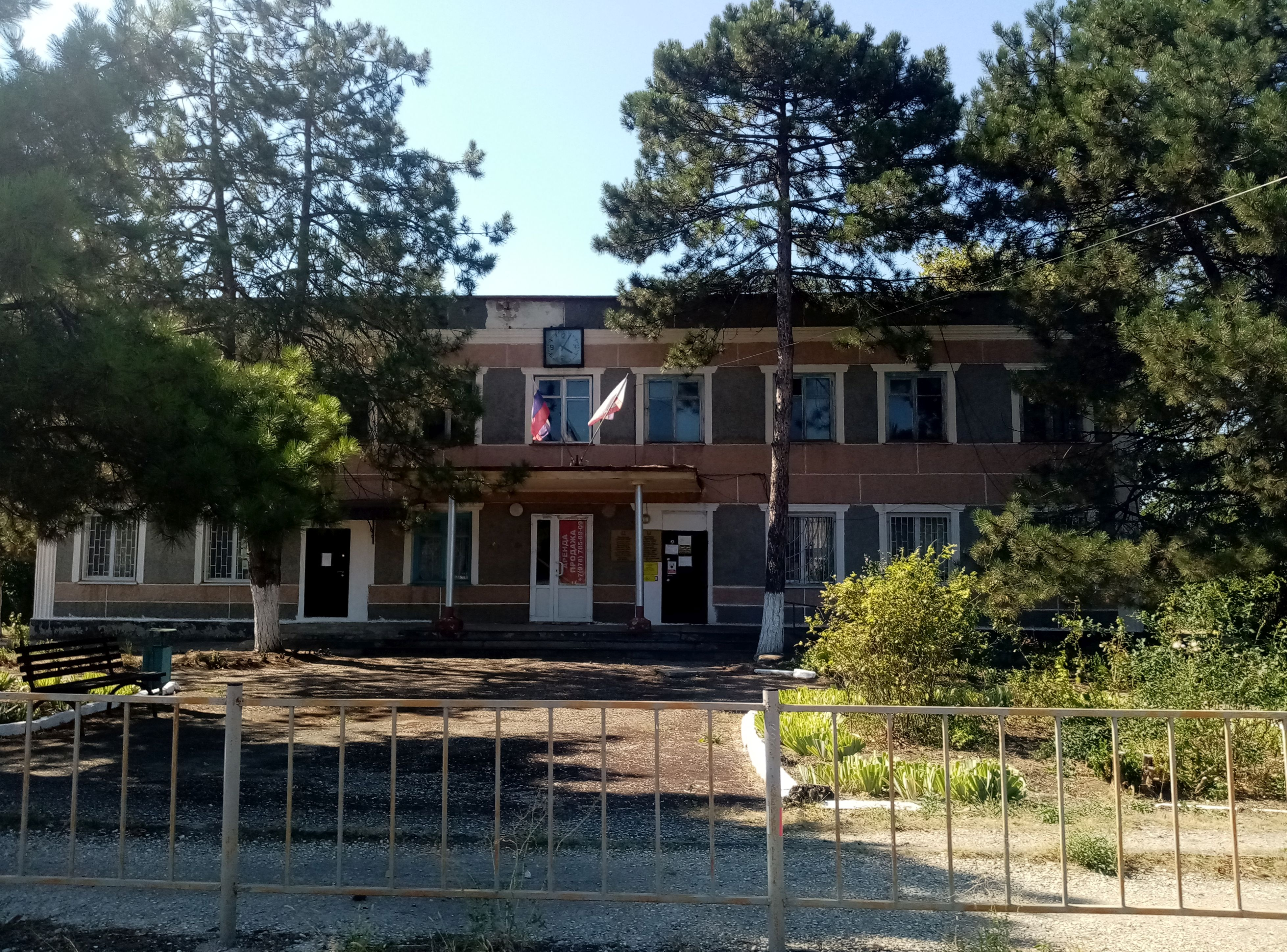
Здание сельской администрации

В годы Великой Отечественной войны на фронтах и в партизанских отрядах сражались и погибли 87 жителей Черкез-Тобая. В их честь в 1985 году у здания сельской администрации был установлен памятный знак. Во время Отечественной войны на территории Черкез-Тобая оккупанты создали концентрационный лагерь для советских военнопленных, участников феодосийского десанта и мирных жителей. В 1942 году после отхода феодосийского десанта немецко-румынские захватчики расстреляли 90 человек военнопленных и мирных жителей из Черкез-Тобая и Варваровки. Погибшие были похоронены на сельском кладбище, на братской могиле установили каменный обелиск — трёхступенчатую четырёхгранную пирамиду. Пстановлением Совета министров Республики Крым № 627 от 20 декабря 2016 года оба памятника отнесены к категории объектов культурно-исторического наследия России регионального значения.
В 1944 году, после освобождения Крыма от фашистов, согласно Постановлению ГКО № 5859 от 11 мая 1944 года, 18 мая крымские татары были депортированы в Среднюю Азию. 12 августа 1944 года было принято постановление № ГОКО-6372с «О переселении колхозников в районы Крыма» и в сентябре 1944 года в район приехали первые новоселы (180 семей) из Тамбовской области, а в начале 1950-х годов последовала вторая волна переселенцев из различных областей Украины. Указом Президиума Верховного Совета РСФСР от 21 августа 1945 года Черкез-Тобай был переименован в Чапаевку и Черкез-Тобайский сельсовет — в Чапаевский. С 25 июня 1946 года Чапаевка в составе Крымской области РСФСР, а 26 апреля 1954 года Крымская область была передана из состава РСФСР в состав УССР. Указом Президиума Верховного Совета УССР «Об укрупнении сельских районов Крымской области», от 30 декабря 1962 года Советский район был упразднён и село присоединили к Нижнегорскому. 8 декабря 1966 года Советский район был восстановлен и село вновь включили в его состав. По данным переписи 1989 года в селе проживало 1058 человек. С 12 февраля 1991 года село в восстановленной Крымской АССР, 26 февраля 1992 года переименованной в Автономную Республику Крым. С 21 марта 2014 года в составе Крыма аннексирована Россией.
12 мая 2016 года парламент Украины, не признающий российскую аннексию, принял постановление о переименовании села в Черкез-Тобай (укр. Черкез-Тобай), в соответствии с законами о декоммунизации, однако данное решение не вступает в силу до «возвращения Крыма под общую юрисдикцию Украины».

## Хутор Черкез-Тоба
Немецкий хутор Черкез-Тоба Андреевская волости упоминается в Статистическом справочнике Таврической губернии… 1915 год, согласно которому в нём в 3 дворах (все дворы с землёй) проживало 30 человек приписных жителей (16 мужчин и 14 женщин). Хуторяне владели 2920 десятинми удобной земли, в хозяйствах имелось 175 лошадей, 270 волов, 85 коров, 158 жеребят и телят и 630 свиней, овец и коз. Согласно списку 1915 года «…русских подданных из австрийских, венгерских или германских выходцев» землевладельцев, опубликованном в газете «Таврические губернские ведомости» в апреле 1915 года, на хуторе Черкез-Тобай значатся 3 хозяина: Миллер Яков Иоганнович, имевший 1600 десятин земли, Рапп Фридрих Яковлевич — 760 дес. и Фитерер Генрих Францевич — 560 дес..